# Eduardo Barril
Pour les articles homonymes, voir Barril.
Eduardo Andrés Barril Villalobos (né le 7 juillet 1941 à Puerto Montt) est un acteur et metteur en scène chilien.